# Frédéric Bazille önarcképe (Chicago)
Az Art Institute of Chicagóban látható  önarcképét 1865–1866-ban festette Frédéric Bazille francia festő.

## Keletkezése
Bazille húszas éveinek közepén járt, amikor megfestette saját portréját. Önmagát fekete háttér előtt, kezében palettával és ecsettel ábrázolta, amely jelzi a szemlélőnek, hogy mi a foglalkozása. A szemlélő felé forduló tekintete némi meglepettséget sugároz. Festőállványa, vászna nem látszik, a figura helyzetéből ítélve a kép bal széle mellett van.
Bazille rövid pályafutása alatt nagyjából hetven képet festett, ezek közül négy önarckép. Ez az alkotása abban a műteremben készült, amelyet Claude Monet-val osztott meg Párizsban.
Miután a művész 1870-ben elesett a porosz–francia háborúban, a kép fivére, Marc Bazille, majd annak fia, a Montpellier-ben élő André Bazille tulajdonába került. Tőle lánya örökölte, aki 1960-ban eladta egy párizsi műkereskedő cégnek. Az Art Institute of Chicago a Woods-alapítványon keresztül szerezte meg az alkotást 1962-ben.